# Rhinophylla fischerae
Rhinophylla fischerae (Carter, 1966) è un Pipistrello della famiglia dei Fillostomidi diffuso nell'America meridionale.

## Descrizione

### Dimensioni
Pipistrello di piccole dimensioni, con la lunghezza della testa e del corpo tra 41 e 44 mm, la lunghezza dell'avambraccio tra 31 e 32 mm, la lunghezza del piede tra 8 e 9 mm, la lunghezza delle orecchie tra 9 e 13 mm e un peso fino a 7 g.

### Aspetto
La pelliccia è soffice e lanosa e si estende sulle zampe, i piedi e alla base dell'avambraccio. Le parti dorsali variano dal grigio al bruno-rossastro chiaro, mentre quelle inferiori sono bruno-grigiastre con la base dei peli biancastra. La foglia nasale è larga e lanceolata. La porzione anteriore è fusa con il labbro superiore. Sul mento è presente una grossa verruca rotonda affiancata da due verruche allungate inclinate. Le orecchie sono marroni chiare. Le membrane alari sono marroni scure. È privo di coda, mentre l'uropatagio è ridotto ad una sottile membrana lungo la parte interna degli arti inferiori e con il margine libero densamente frangiato. Il cariotipo è 2n=34 FN=56.

## Biologia

### Alimentazione
Si nutre di frutta e talvolta anche di insetti.

### Riproduzione
Femmine gravide con un solo embrione sono state catturate in Perù nei mesi di giugno e luglio.

## Distribuzione e habitat
Questa specie è diffusa nell'Ecuador orientale, Perù settentrionale e centro-orientale, Colombia e Venezuela meridionali, Brasile centrale e occidentale.
Vive nelle foreste tropicali sempreverdi e più raramente in quelle decidue. Si trova in prossimità di corsi d'acqua e di frutteti.

## Conservazione
La IUCN Red List, considerato il vasto areale, classifica R.fischerae come specie a rischio minimo (Least Concern)).